# Politikåret 1801

## Händelser
- 1 januari - Förenade kungariket Storbritannien upprättas genom Unionsakterna.[1]
- 4 mars - Thomas Jefferson tillträder som USA:s president.[2]
- 14 mars - William Pitt efterträder William Henry Cavendish-Bentinck som Storbritanniens premiärminister.[1]

### Fotnoter
1. 1 2  ”United Kingdom” (på engelska). World Statesmen. http://www.worldstatesmen.org/United_Kingdom.html. Läst 30 juli 2015.
2. ↑  ”United States of America” (på engelska). World Statesmen. http://www.worldstatesmen.org/United_States.html. Läst 30 juli 2015.